# امبر گلن بیزنیس اسنتر بالگردگاه
امبر گلن بیزنیس اسنتر بالگردگاه (به انگلیسی: Amber Glen Business Center Heliport) یک فرودگاه است. این فرودگاه در شهر بیورتون، اورگن کشور ایالات متحده آمریکا قرار دارد و در ارتفاع ۶۰ متری از سطح دریا واقع شده است.